# 岐阜市民病院

岐阜市旗

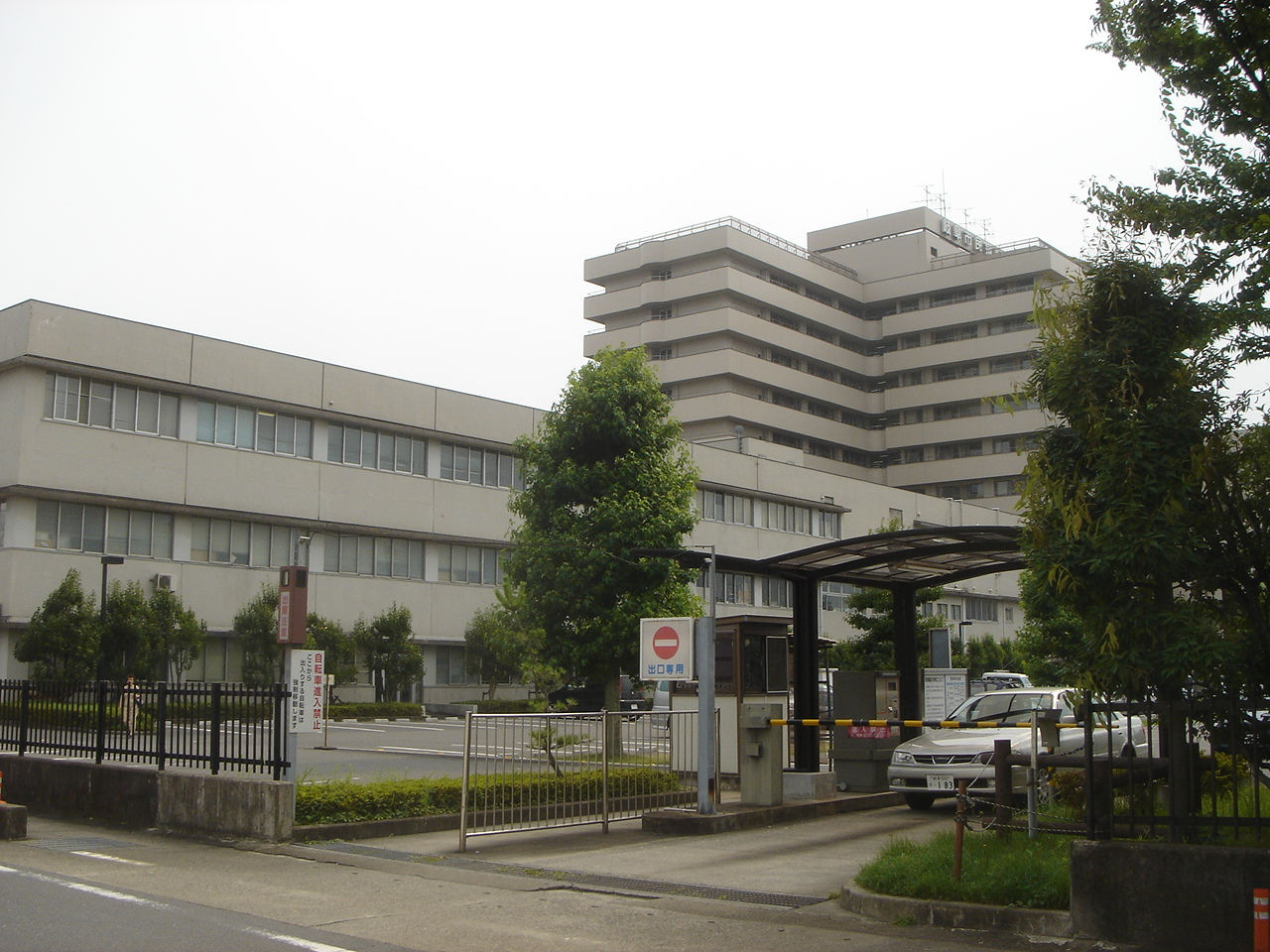
北東側より2007年（平成19年）撮影

岐阜市民病院（ぎふしみんびょういん）は、岐阜県岐阜市にある医療機関。1931年（昭和6年）に開設された岐阜市診療所を前身とし、岐阜市が運営する病院である。

## 概要
岐阜市民病院は診療科22科・病床565床（一般515床、精神50床）を有す、病床数では岐阜医療圏最大規模の病院であり、岐阜県下においても大垣市民病院・岐阜県立多治見病院に次ぐ3番目の規模である。日本医療機能評価機構認定病院。臨床研修指定病院。救急指定病院として岐阜県知事により告示されている。
岐阜市における基幹病院の一つとして地域医療を支える存在となっているが、他の中核病院の例に漏れず本院でも外来診療は非常に混雑した状況が続いており、内科など一部の診療科では予約診療でなければ1～3時間待ちという状況も散見される。本来、一次医療機関（診療所、町医者）が非常に発達している岐阜市ではこういった状況は少ないはずなのであるが、大病院ならではの安心感が（本院を含む中核病院に）患者をひきつけているという面もあり抜本的な解決策は無い。救急医療においては岐阜市民病院は救命救急センターは開設されていないものの、救急診療部を設置して岐阜市病院群輪番制（二次救急）に参加しており、毎年約5,000台もの救急搬送・22,000人にもおよぶ救急外来を受け入れる岐阜医療圏でも最も救急患者数の多い病院の一つである。また小児救急に関しては一次医療を行う岐阜市小児夜間急病センターを院内に併設し運営の支援を行うとともに、本院小児科は二次医療的な症例に対応する病院として岐阜市小児二次救急病院群輪番制に参加している。
診療面においては産婦人科における内視鏡下手術は非常に症例数が多く、岐阜県内はもとより近隣他府県からの紹介患者も受け入れている。同様に内科における心臓カテーテル検査やカテーテル治療は全国でも有数の症例数を有している。近年社会問題となっている周産期医療に関しては、本院にはNICU（新生児集中治療室）は無いものの、新生児病床や保育器、人工呼吸器が備えられるなど設備が充実しており、周産期医療支援病院として他院からのハイリスク出産を引き受ける三次医療機関に指定されている。また本院の精神神経科では総合病院としては県内唯一デイケアを行っている。そのほか岐阜市民病院は地域がん診療連携拠点病院としての機関認定を受けており、地域における癌診療の中核病院となることを期待されている。また2002年5月からは臓器移植法に基づく臓器提供施設に指定されており、同年の12月30日には全国で23例目、東海地方では藤田医科大学病院に次ぐ2例目となる脳死判定が行われた。その結果、「臨床的脳死」と判定されたため心臓が東京女子医科大学病院において、二つの腎臓は岐阜大学医学部附属病院においてそれぞれ移植手術が行われた。また、近年では、整形外科部門に2013年に脊椎センターが設置され、種々の頸椎疾患、胸椎疾患、腰椎疾患、各種脊柱変形（小児脊柱側弯症、脊柱後弯症、脊柱後側弯症等）に対する手術治療が多く行われており、手術症例（予定手術及び緊急手術を含む）の数においては岐阜県におけ中心的な存在として機能している。特に頸椎・胸椎・腰椎における前方進入手術が多く行われており、センター開設以来各地から見学を希望する医師が多く訪れている。整形外科部門にいて、岐阜市民病院整形外科教室と銘打った市民講座が2か月に1回開催されており、最新の医学知識を専門医より市民に紹介るす貴重な機会として、熱心な参加者が急増中である。循環器センターでは主に虚血性心疾患の診療に取り組んでおり、ICUやCCUなどの集中治療室・心臓カテーテル室・手術室・心臓治療用病室が全て同じフロアにあるという全国的にも稀に見る恵まれた施設を有しており、緊急時にもすぐに対応できる体制が整えられている。呼吸器病センターでは呼吸器集中治療室が1室備えられるなど最新の医療機器が整備されている。また脳卒中センターでは脳梗塞などの内科的症状から、脳出血やクモ膜下出血などの脳神経外科的な症状まで網羅的に扱うセンターとして機能している。
設備面においてはMRIや64列マルチスライスCT、マンモグラフィなど多数の高度医療機器を備えている。またエントランスホールにはバスロケーションシステムによるバス接近案内情報が提供され、来院者の利便性向上を図っている。施設面においては前述の通り様々な疾患別センターが設置されており、疾病に合わせた治療が各センターで行われている。ICUやCCU（冠動脈疾患集中治療室）など9床からなる集中治療室や8床の未熟児新生児室など、救急医療・高度医療に対応する施設も整備されている。そのほか福利厚生として院内には職員向けの託児所が併設されている。なお岐阜市民病院においては駐車場なども含め敷地内では全面禁煙となっている。
そのほか施設面のトピックとしては、本院では外来棟や西病棟の改築計画が進められており、改築後は現在の西棟のある場所にい12階建ての新棟が立地する予定となっている。建設に当たっては大地震発生時にも病院機能が維持されるよう耐震構造がとられることとなっている。新棟開院にあたっては、救急医療の一層の充実や血液腫瘍センターの設置など4分野について重点的に整備される予定である。また集中治療室に関してはCCU3床を循環器病センターへ移したうえで、ICU・SCU（脳卒中集中治療室）・HCU（高度治療室）機能を持たせた9床が整備される計画である。そのほか現在は岐阜市青柳町に置かれている岐阜市休日急病診療所及び岐阜市休日急病歯科診療所の機能を院内に移し、休日の一次救急医療の充実を図る予定となっている。工事は2008年度から始められ2012年度に完成・開院する予定。また、2010年2月1日よりNEC社製の電子カルテを導入していたが、2017年1月1日に富士通社製へ変更している。
そのほかの特徴として敷地内には岐阜市立看護専門学校が併設されており、岐阜市民病院は主な実習施設及び就職先となっている。また本院は地域医療支援病院に指定されており、地域連携部を設置し診療所や介護福祉施設などとの病診連携に積極的に取り組むとともに、開放型病床が14床設けており、開放型病院としての機関指定も受けている。さらに、各科持ち回りでの市民公開講座（毎月1回、土曜日開催）、肝臓病教室・整形外科教室（それぞれ2か月に1回開催）、糖尿病教室（毎週水曜日開催）を開くなど、市民講座・教室を通じた啓発活動が盛んに行われている。岐阜市民病院は州市第一人民医院と1993年より友好交流協定を結んでおり、専門技術交流のための相互訪問などの交流を行っている。経営面の特徴としては、本院は経常利益及び純利益が4億8117万円、医業収支比率が103.8%（いずれも平成17年度決算値）となっている。全国的に自治体病院が赤字に苦しむ中で、岐阜市民病院では非常に良好な経営実績を残していると言える。

## 沿革
- 1931年（昭和6年） - 岐阜市診療所として岐阜市玉宮町に開業。
- 1941年（昭和16年） - 岐阜市民病院と改称し、現在地に移転。内科・外科・小児科・産婦人科の4科。名古屋鉄道鏡島線市民病院前駅が開業。
- 1964年（昭和39年） - 名古屋鉄道鏡島線廃止。
- 1965年頃（昭和40年） - 数年にわたり、建物を新築。
- 1972年（昭和47年）4月 - 岐阜市民病院付属高等看護学院（後の岐阜市立看護専門学校）を開設。
- 1993年（平成5年） - 杭州市第一人民医院と友好交流協定を結ぶ。
- 1996年（平成8年） - 杭州市第一人民医院と友好医院関係協定を締結し、友好病院関係の覚書を交わす。
- 2002年（平成14年） - 日本で23例目となる脳死判定が行なわれる。
- 2005年（平成17年） - 地域がん診療拠点病院に認定される。
- 2007年（平成19年） - 地域医療支援病院の承認を受ける。
- 2008年（平成20年） - 周産期医療支援病院（岐阜県の周産期医療体制における三次医療機関）に指定される。
- 2010年（平成22年） - 電子カルテを開始する。
- 2011年（平成23年）10月26日 - 災害拠点病院の指定を受ける[1]。
- 2016年（平成28年）2月1日 - 高度治療室を開設[2]。
- 2017年（平成29年）4月1日 - 基幹型認知症疾患医療センターに指定される。

## 診療科
- - 循環器内科
  - 脳神経内科
  - 腎臓内科
  - 消化器内科
  - 血液内科
  - 呼吸器科・腫瘍内科
  - 総合内科・膠原病内科
  - 糖尿病・内分泌内科
  - 精神科
  - 小児科
  - 放射線科
- 外科系診療科
  - 外科
  - 乳腺外科
  - 脳神経外科
  - 整形外科
  - 形成外科
  - 心臓血管外科
  - 呼吸器外科
  - 産婦人科
  - 眼科
  - 皮膚科
  - 泌尿器科
  - 耳鼻咽喉科・頭頚部外科
  - 歯科・口腔外科
  - 麻酔科
  - リハビリテーション科

## 専門外来
- セカンド・オピニオン外来
- 女性外来（総合内科）
- 血液・腫瘍外来（小児科）
- 発達・発育外来（小児科）
- めまい外来（耳鼻咽喉科・頭頚部外科）
- 睡眠時呼吸障害外来（耳鼻咽喉科・頭頚部外科）
- 肺癌検・血痰外来（呼吸器科）
- 呼吸不全外来（呼吸器科）
- 呼吸器一般・喘息外来（呼吸器科）
- 緩和医療科外来（呼吸器科）
- 脊椎・脊髄疾患専門外来（整形外科）

## 併設部門・疾患別センター
認知症疾患医療センター
- 救急診療部
- 集中治療室
- 緩和医療科部
- 治験管理センター
- 精神科デイケアセンター
- 外来化学療法センター
- 成人病健康管理センター
- 循環器病センター
- 呼吸器病センター
- 脳卒中センター
- 腎臓病・血液浄化センター
- 脊椎センター
- 人工関節センター
- 消化器病センター

## 医療機関の指定・認定
下表の出典
| 保険医療機関                                     | 労災保険指定医療機関                                     | 指定自立支援医療機関（更生医療）               |
| 指定自立支援医療機関（育成医療）                 | 指定自立支援医療機関（精神通院医療）                     | 身体障害者福祉法指定医の配置されている医療機関 |
| 精神保健福祉法に基づく指定病院・応急入院指定病院 | 精神保健指定医の配置されている医療機関                   | 生活保護法指定医療機関                         |
| 医療保護施設                                     | 結核指定医療機関                                         | 指定養育医療機関                               |
| 指定小児慢性特定疾病医療機関                     | 難病の患者に対する医療等に関する法律に基づく指定医療機関 | 戦傷病者特別援護法指定医療機関                 |
| 原子爆弾被害者医療指定医療機関                   | 原子爆弾被害者一般疾病医療取扱医療機関                   | 公害医療機関                                   |
| 母体保護法指定医の配置されている医療機関         | 地域医療支援病院                                         | 災害拠点病院                                   |
| 臨床研修病院                                     | 単独型臨床研修施設若しくは管理型臨床研修施設             | がん診療連携拠点病院等                         |
| 特定疾患治療研究事業委託医療機関                 | DPC対象病院                                              |                                                |

## 交通機関

### 最寄りのバス停
- 岐阜バス岐阜高富線ほか 「市民病院前」バス停から徒歩で約2分。
- 岐阜市コミュニティバス西ぎふ・くるくるバス 「市民病院北口」バス停下車。
- 岐阜市コミュニティバスすまいるバス「市民病院北口」バス停下車。

### JR岐阜駅からのアクセス
- JR岐阜駅バスターミナル（岐阜駅北口）
  - 7番のりば：岐阜高富線・岐阜女子大線・岐北線「西鏡島」行き、または「森屋」行き、北方河渡線「芝原6丁目」行きで約10分、「市民病院前」バス停下車。
  - 10番のりば：鏡島市橋線「市橋」行きで約23分、「市民病院前」バス停下車。

### 名鉄岐阜駅からのアクセス
- 名鉄岐阜のりば（名鉄岐阜駅前）
  - 3番のりば：岐阜高富線・岐阜女子大線・岐北線「西鏡島」行き、または「森屋」行きで約12分、「市民病院前」バス停下車。
  - 5番のりば：北方河渡線「芝原6丁目」行きで約9分、または鏡島市橋線「市橋」行きで約22分、「市民病院前」バス停下車。

## 小児夜間急病センター
岐阜市における夜間の小児一次救急医療の充実のために2002年（平成14年）に開設された施設。岐阜市民病院1階に併設されており、岐阜市医師会に所属する小児科医師が持ち回りで当番をして診察にあたっている。2003年（平成15年）の4月からは山県市医師会と本巣郡医師会（現在のもとす医師会）も加わり、現在では岐阜市だけでなく山県市や本巣地域（瑞穂市・本巣市・北方町）の小児夜間救急も担っている。本センターでは一次救急医療を担っており、二次救急医療を必要とされるような症状の場合には、岐阜市民病院など5病院が参加する岐阜市小児二次救急病院群輪番制に基づく当番病院への搬送となる。

### 所在地
- 岐阜市民病院外来診療棟1階

### 受付時間
- 平日・土曜日：19：30 - 23：00
  - ただし受付は22：30まで。日曜・祝日・深夜の場合は岐阜市休日急病診療所など各地の休日診療所や救急病院案内に基づく病院での受診となる。

### 沿革
- 2002年8月（平成14年）：岐阜市民病院内に小児夜間急病センターが設置される。
- 2003年4月（平成15年）：従来の岐阜市医師会所属医師の輪番体制に、山県市医師会及び本巣郡医師会（現・もとす医師会）が加わる。

## 脊椎センター
2013年（平成25年）に開設され、以来、難治性疼痛を伴う腰椎椎間板ヘルニア・腰部脊柱管狭窄症、各種靭帯骨化症等の脊椎関連難病疾患、小児期に多い脊柱側弯症（特発性、症候性）等の脊柱変形、高齢者に発生する脊柱変形（変性側弯症、変性後弯症）、交通事故・スポーツ外傷による脊椎・脊髄損傷等に対する相談、救急対応、手術治療等を行っている。保存的治療を行う場合は、関連・提携する諸施設・医師の紹介を行っている。2015年に岐阜大学整形外科の直接関連施設となって以来スタッフが強化され、紹介患者数、手術施行症例が急増しているが、手術施行の場合、全身状態の把握・管理について、内科の各専門診療外来、小児科、麻酔科、集中治療部、との密な連携を大事に治療計画をたてている。

## 労働問題
- 2017年（平成29年）11月（報道）
  - 同病院は、勤務する医師に対し、三六協定を締結しないまま長時間の時間外労働を行わせていたとして、岐阜労働基準監督署から是正勧告を受けたが、その後、時間外労働の上限を180時間に増やす内容で協定を締結し直していたことが明らかになった。残業時間の改悪であるとして、批判の声が出ている[4]。

## 不祥事・医療ミス・医療事故
- 2020年（令和2年）7月31日
  - 男性職員（37歳）が、2018年（平成30年）から2019年（令和元年）にかけて市が行ったがん検診で「要精密検査」などと判定された3人の女性に誤って「異常なし」と通知していた。市は7月31日付で男性職員を減給10分の1（1ヵ月）の懲戒処分とした[5]。

- 2021年（令和3年）6月（報道）
  - 2020年（令和2年）1月に急性心不全で入院した女性患者（80代）に行った心臓カテーテル検査で、静脈に刺すカテーテルを誤って動脈に刺して、脳梗塞を引き起こした。女性患者はその後意識不明となり、9月に死亡。病院側はミスを認め、遺族側と和解[6]。